# Oli Hayhurst

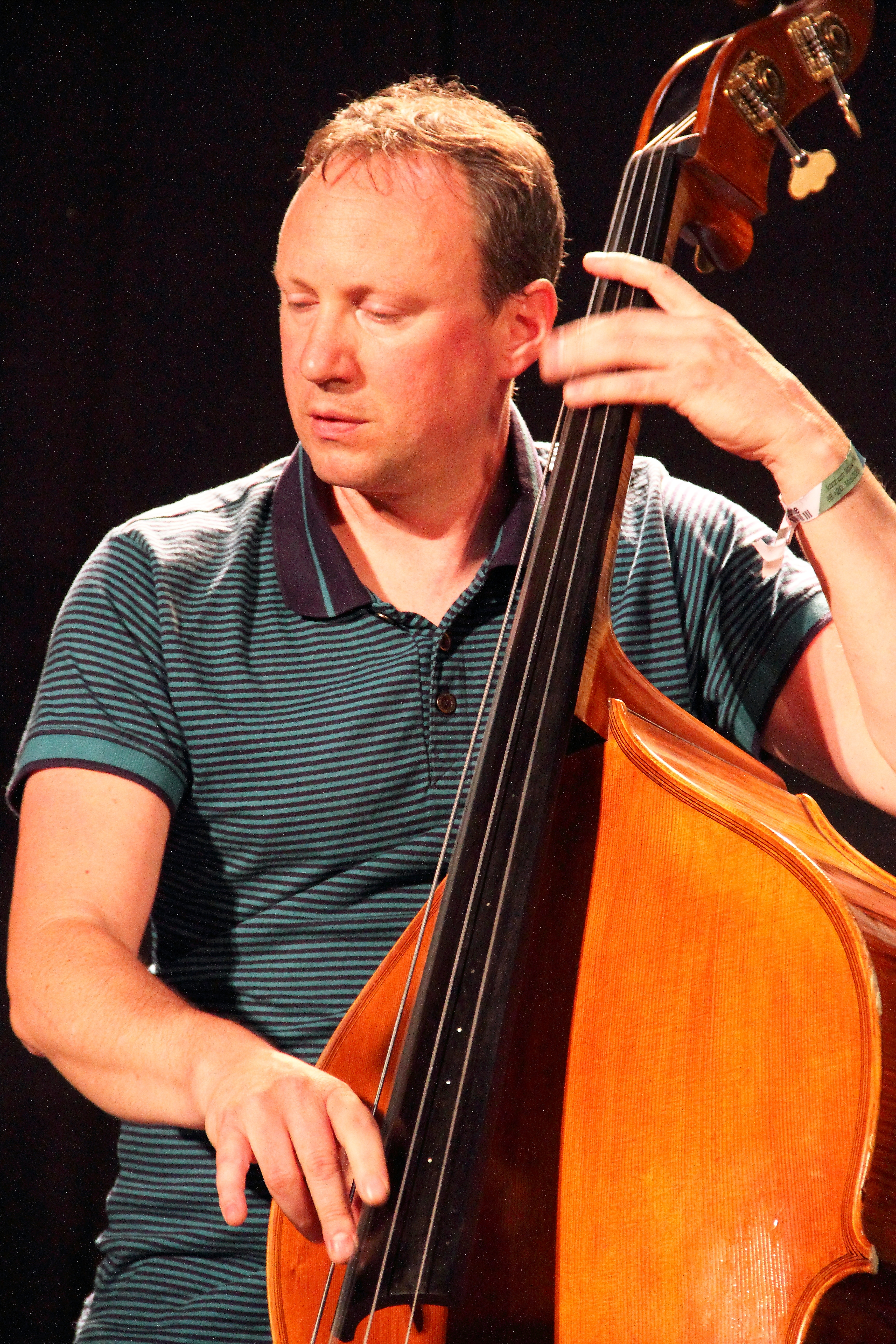
Oli Hayhurst (2018)

Oli Hayhurst (* um 1975) ist ein britischer Jazzmusiker (Kontrabass).

## Leben und Wirken
Hayhurst, der in Cambridge aufwuchs, spielte zunächst Klarinette, dann Gitarre und Bassgitarre in lokalen Bands. Nach einem gescheiterten Versuch Physik zu studieren nahm er Unterricht auf dem Kontrabass; 1995 zog er nach London, um an der Royal Academy of Music zu studieren. Während seines Studiums arbeitete er mit Cara Dillon und Sam Lakeman zusammen.
Seit seinem Abschluss im Jahr 2000 hat er in einer Vielzahl von musikalischen Bereichen gearbeitet. Zwischen 2000 und 2002 gehörte er zum Orient House Ensemble von Gilad Atzmon; mit dieser Formation tourte er europaweit und war an ihren ersten beiden Platten für Enja beteiligt. Zwischen 2002 und 2009 war er Mitglied des Quartetts von Tim Whitehead. Außerdem  begleitete er 2004 auch Polly Paulusma in Europa (als Vorgruppe für Bob Dylan). 2006 und 2007 gehörte er zur Band Parallelogram, einer Kooperation von Jazz- und Folkmusikern (mit Lau, Pete Wareham und Brian Finnegan). Seit 2006 ist er Mitglied im Trio von Zoe Rahman; im selben Jahr war er an ihrem Album Melting Pot beteiligt, das bei den Parliamentary Jazz Awards 2006 als bestes Album ausgezeichnet wurde. 2007 kam es auch zu einer Reise nach Syrien mit Reem Kelani, wo er in Damaskus und Aleppo mit lokalen Musikern spielte. Seit 2008 spielt er als Teil von Ray Gelatos Giants in ganz Europa, Nordafrika und Brasilien und hatte mit dieser Band regelmäßige Gastspiele in Ronnie Scott’s Jazz Club und im Mailänder Blue Note. 2009 war er an Sam Crockatts Album Howeird beteiligt (es wurde bei den Parliamentary Jazz Awards als bestes Album des Jahres herausgestellt). 2011 ging er mit Julian Siegel für das Album Urban Theme Park ins Studio; mit seinem Quartett war er auf Konzertreise in Deutschland.
2012 tourte Hayhurst mit Pharoah Sanders; im selben Jahr erschien ein Improvisationsalbum mit den Saxophonisten Jason Yarde und Eddie Prévost. Kate Williams, die mit ihm bisher vier Alben einspielte (das Album Finding Home wurde 2020 bei den Parliamentary Jazz Awards als bestes Album des Jahres bewertet), Georgia Mancio, Juliet Kelly, Alan Broadbent und Gerd Dudek (Day and Night, 2012) verpflichteten Hayhurst ebenso. Weiterhin arbeitete er mit Vanessa-Mae, Bill McHenry, John Parricelli, Maria Ewing, Jim Mullen, Patrizio Buanne, Melanie C, Martin Speake, Theo Travis, Bobby Wellins, Liam Noble, Mark Lockheart, Anita Wardell, Polly Gibbons, Henry Lowther, Joe Townsend und Martin Green.
Seit 2003 unterrichtet Hayhurst Kontrabass an der Purcell School in London. Er verfasste die Übungshilfe Easy Bass Jazz with Backing Tracks.